# Actinobacillus lignieresii
Ne doit pas être confondu avec Langue de bois.
Espèce
Actinobacillus lignieresii est une espèce de bactéries gram-négatives de la famille des Pasteurellaceae et du genre Actinobacillus, dont elle est l'espèce type. C'est l'agent causal d'une actinobacillose linguale, familièrement nommée langue de bois, chez les bovins et plus rarement les ovins.

## Description
L'espèce Actinobacillus lignieresii est formée de bacilles Gram négatifs.

## Habitat
C'est une bactérie commensale de la cavité buccale des bovins. Elle peut se transformer en pathogène opportuniste en cas de lésions sur la peau ou la muqueuse de la cavité orale.

## Taxonomie
L'espèce est décrite pour la première fois en 1910 par le bactériologiste français Émile Brumpt, qui la classe dans le nouveau genre Actinobacillus, sous le nom binominal Actinobacillus lignieresii.
Actinobacillus lignieresii a pour synonymes :
- Actinobacillus lignieresi Brumpt, 1910[3]
- Actinobacillus pleuropneumoniae[4]
- Bacterium purifaciens Christiansen, 1917[3]
- Haemophilus pleuropneumoniae Shope, 1964[4]

## Étymologie
L'épithète spécifique lignieresii est un hommage à Joseph Léon Lignières, l'un des bactériologistes qui a été le premier à isoler cet organisme.

## Actinobacillose
Cette espèce A. lignieresii est responsable d'une maladie appelée Actinobacillose ou « langue de bois » affectant les bovins et plus rarement des ovins. Cette infection se caractérise par la présence de nodules ou d'abcès purulents sur la langue des animaux touchés. La transmission de cette maladie peut se provoquer par contamination des aliments que ces animaux ont mangé et sur lesquels la bactérie peut survivre quatre à cinq jours.
L'évolution de l'infection se repère par un tissu enflé entre les deux os de la mâchoire inférieure. Ensuite, l'animal l'animal commence à baver et des nodules ou des abcès peuvent être visibles sur la langue. Les tissus mous de la langue commencent à être remplacés par des tissus fibreux qui durcissent la langue d'où l'expression de « langue de bois ». Les abcès peuvent se retrouver dans différents organes de l'abum, laissant échapper un pus granuleux.
L'actinobacillose est rarement une maladie zoonotique mais elle ressemble dans ses symptômes à la rage. Le traitement de cette maladie s'effectue par injection intraveineuse d'Iodure de sodium.